# Myrmicaria fusca
Myrmicaria fusca är en myrart som beskrevs av Hermann Stitz 1911. Myrmicaria fusca ingår i släktet Myrmicaria och familjen myror.

## Underarter
Arten delas in i följande underarter:
- M. f. consanguinea
- M. f. fusca
- M. f. nigerrima